# Општина Матаморос (Коавила)
Матаморос (шп. Matamoros) општина је у Мексику у савезној држави Коавила. Општина се налази на надморској висини од 1120 м.

## Становништво
Према подацима из 2010. у општини је живело 107160 становника.

### Хронологија
| Година       | 2000                  | 2005                  | 2010                   |
| ------------ | --------------------- | --------------------- | ---------------------- |
| Становништво | 92029 (45817 / 46212) | 99707 (49508 / 50199) | 107160 (53353 / 53807) |

### Попис
| \| \| м \| \| \| ж \| \| 0—2 \| 3.122 \| \| \| 3.054 \| \| 3—5 \| 3.370 \| \| \| 3.283 \| \| 6—11 \| 6.985 \| \| \| 7.013 \| \| 12—14 \| 3.406 \| \| \| 3.361 \| \| 15—17 \| 3.308 \| \| \| 3.249 \| \| 18—24 \| 6.528 \| \| \| 6.430 \| \| 60+ \| 4.782 \| \| \| 4.592 \| \| Просек : \| 28,4 \| \| \| 28,6 \| |       |  |  |       |
| |       |  |  |       |
| | м     |  |  | ж     |
| 0—2 | 3.122 |  |  | 3.054 |
| 3—5 | 3.370 |  |  | 3.283 |
| 6—11 | 6.985 |  |  | 7.013 |
| 12—14 | 3.406 |  |  | 3.361 |
| 15—17 | 3.308 |  |  | 3.249 |
| 18—24 | 6.528 |  |  | 6.430 |
| 60+ | 4.782 |  |  | 4.592 |
| Просек : | 28,4  |  |  | 28,6  |

| #   | Индикатор                                                                                        | Вредност |
| --- | ------------------------------------------------------------------------------------------------ | -------- |
| 1   | Становништво од 0 до 2 године                                                                    | 6176     |
| 2   | Мушко становништво од 0 до 2 године                                                              | 3122     |
| 3   | Женско становништво од 0 до 2 године                                                             | 3054     |
| 4   | Становништво са 3 и више година                                                                  | 100543   |
| 5   | Мушко становништво са 3 и више година                                                            | 50008    |
| 6   | Женско становништво са 3 и више година                                                           | 50535    |
| 7   | Становништво са 5 и више година                                                                  | 96140    |
| 8   | Мушко становништво са 5 и више година                                                            | 47788    |
| 9   | Женско становништво са 5 и више година                                                           | 48352    |
| 10  | Становништво са 12 и више година                                                                 | 79892    |
| 11  | Мушко становништво са 12 и више година                                                           | 39653    |
| 12  | Женско становништво са 12 и више година                                                          | 40239    |
| 13  | Становништво са 15 и више година                                                                 | 73125    |
| 14  | Мушко становништво са 15 и више година                                                           | 36247    |
| 15  | Женско становништво са 15 и више година                                                          | 36878    |
| 16  | Становништво са 18 и више година                                                                 | 66568    |
| 17  | Мушко становништво са 18 и више година                                                           | 32939    |
| 18  | Женско становништво са 18 и више година                                                          | 33629    |
| 19  | Становништво од 3 до 5 година                                                                    | 6653     |
| 20  | Мушко становништво од 3 до 5 година                                                              | 3370     |
| 21  | Женско становништво од 3 до 5 година                                                             | 3283     |
| 22  | Становништво од 6 до 11 година                                                                   | 13998    |
| 23  | Мушко становништво од 6 до 11 година                                                             | 6985     |
| 24  | Женско становништво од 6 до 11 година                                                            | 7013     |
| 25  | Становништво од 8 до 14 година                                                                   | 16113    |
| 26  | Мушко становништво од 8 до 14 година                                                             | 8080     |
| 27  | Женско становништво од 8 до 14 година                                                            | 8033     |
| 28  | Становништво од 12 до 14 година                                                                  | 6767     |
| 29  | Мушко становништво од 12 до 14 година                                                            | 3406     |
| 30  | Женско становништво од 12 до 14 година                                                           | 3361     |
| 31  | Становништво од 15 до 17 година                                                                  | 6557     |
| 32  | Мушко становништво од 15 до 17 година                                                            | 3308     |
| 33  | Женско становништво од 15 до 17 година                                                           | 3249     |
| 34  | Становништво од 18 до 24 године                                                                  | 12958    |
| 35  | Мушко становништво од 18 до 24 године                                                            | 6528     |
| 36  | Женско становништво од 18 до 24 године                                                           | 6430     |
| 37  | Женско становништво од 15 до 49 година                                                           | 28181    |
| 38  | Становништво са 60 и више година                                                                 | 9374     |
| 39  | Мушко становништво са 60 и више година                                                           | 4782     |
| 40  | Женско становништво са 60 и више година                                                          | 4592     |
| 41  | Однос између мушкараца и жена                                                                    | 99.16    |
| 42  | Становништво од нуле до 14 година                                                                | 33594    |
| 43  | Становништво од 15 до 64 године                                                                  | 66811    |
| 44  | Становништво од 65 година и више                                                                 | 6314     |
| 45  | Просечан број деце                                                                               | 2.55     |
| 46  | Становништво рођено у ентитету                                                                   | 97802    |
| 47  | Мушко становништво рођено у ентитету                                                             | 48853    |
| 48  | Женско становништво рођено у ентитету                                                            | 48949    |
| 49  | Становништво рођено у другом ентитету                                                            | 8434     |
| 50  | Мушко становништво рођено у другом ентитету                                                      | 4038     |
| 51  | Женско становништво рођено у другом ентитету                                                     | 4396     |
| 52  | Становништво од 5 година и више резидентно у ентитету у јуну 2005. године                        | 93182    |
| 53  | Мушко становништво старосног доба од 5 година и више, резидентно у ентитету у јуну 2005. године  | 46208    |
| 54  | Женско становништво старосног доба од 5 и више година, резидентно у ентитету у јуну 2005. године | 46974    |
| 55  | Становништво од 5 година и више које је живело у другом ентитету у јуну 2005. године             | 2075     |
| 56  | Мушко становништво старије од 5 година које је живело у другом ентитету у јуну 2005. године      | 1041     |
| 57  | Женско становништво старије од 5 година које је живело у другом ентитету у јуну 2005. године     | 1034     |
| 58  | Становништво од 3 године и више које говори аутохтони језик                                      | 95       |
| 59  | Мушко становништво старо 3 године и више које говори аутохтони језик                             | 49       |
| 60  | Женско становништво старо 3 године и више које говори аутохтони језик                            | 46       |
| 61  | Становништво од 3 године и више које говори аутохтони језик и не говори шпански језик            | 1        |
| 62  | Мушко становништво старо 3 године и више које говори аутохтони језик и не говори шпански         | 0        |
| 63  | Женско становништво старо 3 године и више које говори аутохтони језик и не говори шпански језик  | 1        |
| 64  | Становништво старо 3 године и више које говори аутохтони језик и шпански                         | 18       |
| 65  | Мушко становништво старо 3 године и више које говори аутохтони језик и шпански                   | 7        |
| 66  | Женско становништво старо 3 године и више које говори аутохтони језик и шпански                  | 11       |
| 67  | Становништво од 5 година и више које говори аутохтони језик                                      | 94       |
| 68  | Становништво од 5 година и више које говори аутохтони језик и не говори шпански језик            | 1        |
| 69  | Становништво од 5 година и више које говори аутохтони језик и говори шпански језик               | 18       |
| 70  | Становништво у домородачким домаћинствима                                                        | 207      |
| 71  | Становништво са ограничењима у активностима                                                      | 4675     |
| 72  | Становништво са ограниченим ходањем или кретањем, горе или доле                                  | 2591     |
| 73  | Становници са ограничењима вида, чак и уз кориштење сочива                                       | 1324     |
| 74  | Становништво са ограничењима говора, комуникације или конверзације                               | 391      |
| 75  | Становништво са ограниченим слухом                                                               | 490      |
| 76  | Становништво са ограничењима при одевању, купању или јелу                                        | 211      |
| 77  | Становништво са ограничењима у опажању или учењу једноставних ствари                             | 168      |
| 78  | Становништво са менталним ограничењима                                                           | 463      |
| 79  | Становништво без ограничења активности                                                           | 101562   |
| 80  | Становништво од 3 до 5 година које не похађа школу                                               | 3130     |
| 81  | Мушко становништво од 3 до 5 година које не похађа школу                                         | 1611     |
| 82  | Женско становништво од 3 до 5 година које не похађа школу                                        | 1519     |
| 83  | Становништво од 6 до 11 година које не похађа школу                                              | 332      |
| 84  | Мушко становништво од 6 до 11 година које не похађа школу                                        | 193      |
| 85  | Женско становништво од 6 до 11 година које не похађа школу                                       | 139      |
| 86  | Становништво од 12 до 14 година које не похађа школу                                             | 729      |
| 87  | Мушко становништво од 12 до 14 година које не похађа школу                                       | 401      |
| 88  | Женско становништво од 12 до 14 година које не похађа школу                                      | 328      |
| 89  | Становништво од 15 до 17 година похађа школу                                                     | 3922     |
| 90  | Мушко становништво од 15 до 17 година похађа школу                                               | 1887     |
| 91  | Женско становништво између 15 и 17 година живота у школи                                         | 2035     |
| 92  | Становништво од 18 до 24 године похађа школу                                                     | 2657     |
| 93  | Мушко становништво од 18 до 24 године похађа школу                                               | 1366     |
| 94  | Женско становништво од 18 до 24 године похађа школу                                              | 1291     |
| 95  | Становништво од 8 до 14 година које не може да чита и пише                                       | 439      |
| 96  | Мушко становништво старосног доба од 8 до 14 година које не може да чита и пише                  | 265      |
| 97  | Женско становништво старосног доби од 8 до 14 година које не може да чита и пише                 | 174      |
| 98  | Становништво од 15 година и више које је неписмено                                               | 3382     |
| 99  | Мушко становништво од 15 година и више које је неписмено                                         | 1741     |
| 100 | Женско становништво од 15 година и више које је неписмено                                        | 1641     |
| 101 | Становништво старо 15 и више година без школовања                                                | 3499     |
| 102 | Мушко становништво старо 15 и више година без школовања                                          | 1853     |
| 103 | Женско становништво старо 15 и више година без школовања                                         | 1646     |
| 104 | Становништво старосног доба 15 и више година са непотпуним основним образовањем                  | 11063    |
| 105 | Мушко становништво старосног доба од 15 година и више са непотпуном основним образовањем         | 5554     |
| 106 | Женско становништво старосног доба 15 и више година са непотпуном основним образовањем           | 5509     |
| 107 | Становништво старо 15 и више година са комплетним основним образовањем                           | 12518    |
| 108 | Мушко становништво старо 15 година и више са комплетним основним образовањем                     | 5892     |
| 109 | Женско становништво старо 15 и више година са комплетним основним образовањем                    | 6626     |
| 110 | Становништво старосног доба 15 и више година са непотпуним средњим образовањем                   | 4099     |
| 111 | Мушко становништво старосног доба од 15 година и више са непотпуним средњим образовањем          | 2183     |
| 112 | Женско становништво старосног доба од 15 година и више са непотпуним средњим образовањем         | 1916     |
| 113 | Становништво старо 15 и више година са пуним секундарном образовањем                             | 21425    |
| 114 | Мушко становништво старосног доба од 15 година и више са пуним секундарном образовањем           | 10626    |
| 115 | Женско становништво старосног доба од 15 година и више са пуним секундарном образовањем          | 10799    |
| 116 | Становништво старије од 18 година са постосновним образовањем                                    | 17765    |
| 117 | Мушко становништво старије од 18 година са постосновним образовањем                              | 8916     |
| 118 | Женско становништво старије од 18 година са постосновним образовањем                             | 8849     |
| 119 | Просечна оцена школовања                                                                         | 8.13     |
| 120 | Просечан ниво образовања мушке популације                                                        | 8.12     |
| 121 | Просечан ниво образовања женског становништва                                                    | 8.14     |
| 122 | Економски активно становништво                                                                   | 39240    |
| 123 | Економски активна мушка популација                                                               | 28953    |
| 124 | Економски активна женска популација                                                              | 10287    |
| 125 | Становништво које није економски активно                                                         | 40279    |
| 126 | Мушко становништво које није економски активно                                                   | 10468    |
| 127 | Женско становништво које није економски активно                                                  | 29811    |
| 128 | Запослено становништво                                                                           | 36860    |
| 129 | Запослено мушко становништво                                                                     | 26938    |
| 130 | Запослено женско становништво                                                                    | 9922     |
| 131 | Незапослена популација                                                                           | 2380     |
| 132 | Незапослена мушка популација                                                                     | 2015     |
| 133 | Незапослена женска популација                                                                    | 365      |
| 134 | Становништво без права на здравствене услуге                                                     | 29063    |
| 135 | Становништво које има право на здравствене услуге                                                | 77538    |
| 136 | Становништво које има право на ИМСС                                                              | 50315    |
| 137 | Становништво које има право на социјално осигурање                                               | 7749     |
| 138 | Становништво које има право на државно социјално осигурање                                       | 148      |
| 139 | Становништво које има право на опште осигурање или здравствено осигурање за нову генерацију      | 16279    |
| 140 | Становништво које је било једном или није било у браку током 12 година и више                    | 24595    |
| 141 | Венчано или уједињено становништво од 12 година и више                                           | 47548    |
| 142 | Становништво које је било у браку или уједињено 12 година и више                                 | 7647     |
| 143 | Становништво са католичком религијом                                                             | 83159    |
| 144 | Протестанти, еванђелисти и библијски следбеници различити од еванђелиста                         | 14166    |
| 145 | Становништво са другим религијама различитим од претходних                                       | 12       |
| 146 | Становништво без религије                                                                        | 8564     |
| 147 | Укупно пописаних домаћинства                                                                     | 25995    |
| 148 | Пописна домаћинства на челу са мушкарцима                                                        | 21190    |
| 149 | Пописна домаћинства на челу са женама                                                            | 4805     |
| 150 | Становништво у пописним домаћинствима                                                            | 106695   |
| 151 | Становништво у пописним домаћинствима на челу са мушкарцима                                      | 89739    |
| 152 | Становништво у пописним домаћинствима на челу са женама                                          | 16956    |
| 153 | Укупно домаћинстава                                                                              | 30746    |
| 154 | Укупно насељених домаћинстава                                                                    | 26131    |
| 155 | Укупно приватних кућа                                                                            | 30610    |
| 156 | Насељени приватни домови                                                                         | 25995    |
| 157 | Укупно насељених приватних кућа                                                                  | 26128    |
| 158 | Ненасељене приватне куће                                                                         | 3761     |
| 159 | Појединачна домаћинства за привремену употребу                                                   | 854      |
| 160 | Становници у насељеним приватним кућама                                                          | 106695   |
| 161 | Насељеност станара у приватним становима                                                         | 4.1      |
| 162 | Просечно становника по соби у приватним насељеним домаћинствима                                  | 1.09     |
| 163 | Појединачна домаћинства са подовима од различитих материјала од земље                            | 25226    |
| 164 | Појединачна домаћинства у приземљу                                                               | 704      |
| 165 | Појединачна домаћинства са једном спаваћом собом                                                 | 7860     |
| 166 | Појединачна домаћинства са две спаваће собе и више                                               | 18092    |
| 167 | Појединачна домаћинства са једним собом                                                          | 964      |
| 168 | Појединачна домаћинства са две собе                                                              | 3812     |
| 169 | Појединачна домаћинства са 3 собе и више                                                         | 21139    |
| 170 | Појединачна домаћинства која имају електрично светло                                             | 25776    |
| 171 | Појединачна домаћинства која немају електрично светло                                            | 174      |
| 172 | Појединачна домаћинства која имају водоводну воду у стамбеном простору                           | 25165    |
| 173 | Појединачна домаћинства која немају водоводну воду у стамбеном простору                          | 747      |
| 174 | Појединачна домаћинства која имају тоалет                                                        | 24733    |
| 175 | Појединачна домаћинства која имају канализацију                                                  | 23737    |
| 176 | Појединачна домаћинства која немају канализацију                                                 | 2132     |
| 177 | Појединачна домаћинства која имају електрично светло, довод воде из јавне мреже и канализацију   | 23234    |
| 178 | Појединачна домаћинства без икаквих услова                                                       | 162      |
| 179 | Појединачна домаћинства која имају радио                                                         | 20149    |
| 180 | Појединачна домаћинства која имају телевизор                                                     | 25391    |
| 181 | Појединачна домаћинства која имају фрижидер                                                      | 24026    |
| 182 | Појединачна домаћинства која имају машину за веш                                                 | 19620    |
| 183 | Појединачна домаћинства која имају аутомобил или комби                                           | 11561    |
| 184 | Појединачна домаћинства која имају рачунар                                                       | 4869     |
| 185 | Појединачна домаћинства која имају фиксну телефонску линију                                      | 8160     |
| 186 | Појединачна домаћинства која имају мобилни телефон                                               | 16301    |
| 187 | Појединачна домаћинства која имају приступ интернету                                             | 2344     |